# Václav Jelínek
Václav Jelínek (* 12. července 1978, Most) je český zpěvák a skladatel, který se stal známým hlavně svým působením v popové skupině Lunetic.
Václav Jelínek původně pracoval jako truhlář. Už od brzkého věku se věnoval karate, bavil ho ale především tanec. S Davidem Škachem později vytvořili i taneční skupinu. Na diskotéce se seznámili s Martinem Kociánem a Alešem Lehkým. Tak vznikla skupina Lunetic, ve které vystupoval spolu s Davidem Škachem, Martinem Kociánem a Alešem Lehkým. Skupina celkem vydala čtyři alba. Václav Jelínek poté ještě vydal svoje vlastní album ,,Pod vodou‘‘.

## Diskografie
- Pod vodou (2003)